# Rhinoleucophenga fluminensis
Rhinoleucophenga fluminensis är en tvåvingeart som först beskrevs av Lima 1950.  Rhinoleucophenga fluminensis ingår i släktet Rhinoleucophenga och familjen daggflugor. Inga underarter finns listade i Catalogue of Life.